# William Albert Noyes junior
William Albert Noyes junior, genannt Albert Noyes, (* 18. April 1898 bei Terre Haute, Indiana; † 25. November 1980 in Austin, Texas) war ein US-amerikanischer Chemiker. Er war ein führender Fachmann für Photochemie.
Albert Noyes war der Sohn des Chemikers William A. Noyes und von Flora Collier Noyes, die 1900 starb. Er studierte am Grinnell College im Bundesstaat Iowa und ab 1916 an der University of Illinois at Urbana-Champaign, wo auch sein Vater lehrte. Das Studium wurde vom Ersten Weltkrieg unterbrochen, in dem er beim Signalkorps in Frankreich war. Er setzte sein Studium 1919 an der Sorbonne fort, wo er bei Marie Curie und Jean-Baptiste Perrin Vorlesungen hörte, und ab 1920 an der University of California, Berkeley, wo er an den Seminaren von Gilbert Newton Lewis teilnahm. 1922 wurde er Instructor an der University of Chicago. 1929 ging er als Associate Professor an die Brown University, wo er 1935 eine volle Professur erhielt. Hier verschaffte er sich einen Ruf in der Photochemie, was auch dazu führte, dass er 1938 an der University of Rochester als deren Leiter die (von George Eastman von Eastman-Kodak großzügig finanzierte) Chemie-Fakultät ausbauen konnte. Im Zweiten Weltkrieg war er unter anderem an der Gasmasken-Entwicklung beteiligt. Danach war er wieder an der University of Rochester, wo er 1952 Dekan der Graduate School und 1956 bis 1958 des College of Arts and Sciences wurde. 1963 emeritierte er. Nach seinem Ruhestand ging er unmittelbar an die University of Texas at Austin, wo er noch weitere 17 Jahre lehrte und forschte.
Er erhielt die Priestley-Medaille (1954) und die Willard Gibbs Medal (1957), den Patterson Award (1963) und den Parsons Award (1970). Er hatte viele Ehrendoktorate (1964 University of Illinois, University of Rhode Island, Sorbonne, Indiana, Ottawa, Montreal, Rochester, Carleton University, Universität Laval, Grinnell College). 1948 erhielt er die Medal for Merit in den USA und die King′s Medal for Service in the Cause of Freedom in Großbritannien.
1939 bis 1948 war er Herausgeber von Chemical Review und 1950 bis 1962 des Journal of the American Chemical Society. 1952 bis 1964 war er Herausgeber des Journal of Physical Chemistry und 1963 bis 1969 Ko-Herausgeber von Advances in Photochemistry (1963 gegründet). 1947 war er Präsident der American Chemical Society. Noyes war von 1959 bis 1963 ferner Präsident der International Union of Pure and Applied Chemistry, nachdem er von 1947 bis 1951 deren Vizepräsident war.
Er war Mitglied der National Academy of Sciences, der American Academy of Arts and Sciences (1931), der American Philosophical Society (1947) und der Académie des sciences (1975). 1953 wurde er Offizier der Ehrenlegion. Er war Ehrenmitglied der französischen, belgischen, spanischen, portugiesischen und britischen chemischen Gesellschaften.
Seit 1921 war er mit Sabine Onillon verheiratet, die er an der Sorbonne traf.

## Schriften
- mit Philip Albert Leighton The Photochemistry of Gases, New York, Reinhold 1941